# كارول بويد
كارول بويد (بالإنجليزية: Carole Boyd)‏ هي ممثلة بريطانية، ولدت في 1947.

## وصلات خارجية
- كارول بويد على موقع IMDb (الإنجليزية)
- كارول بويد على موقع ميوزك برينز (الإنجليزية)